# Earth 2150: The Moon Project
Earth 2150: The Moon Project – kontynuacja polskiej strategicznej gry komputerowej Earth 2150: Escape from the Blue Planet, wyprodukowana w 2000 roku przez TopWare Programy.

## Rozgrywka
Earth 2150: The Moon Project jest kontynuacją Polskiej gry strategicznej z 2000 roku. Akcja gry rozgrywa się w 2150 roku. Na Księżycu prowadzone są tajne badania, Lunar Corporation, Eurasian Dynasty i United Civilized States walczą ze sobą. Wojsko United Civilized States wyleciało na Księżyc w celu sprawdzenia, dlaczego Lunar Corporation jest tak bardzo pochłonięta badaniami na Księżycu. W grze zostało zawartych kilka dodatków tj. rozszerzony edytor map, obiekty, tekstury, narzędzia, dzięki którym możliwe jest stworzenie własnego bannera i interfejsu do gry. Gra powstała w technologii 3D.
Wersja podstawowa gry zawiera kampanie, nowe jednostki, budynki oraz dodatki – 14 filmów, 20 utworów muzycznych, poszerzony edytor map, możliwość gry sieciowej przez serwery EarthNet.
W rozbudowanej wersji gry znajdują się – 22 filmy, 40 utworów audio, język skryptowy EarthC (służy do projektowania kampanii i parametrów jednostek), kreator sztandarów, edytor map, teledysk z utworem techno „Escape from the Blue Planet”, animowane wygaszacze ekranu, artwork puzzle, tapety Windows, i inne dodatki w kartonowym pudełku z pełną instrukcją obsługi.